# Сегундо Гусман, Фелипе
Фелипе Сегундо Гусман (исп. Felipe Segundo Guzmán; 17 января 1879 — 16 июня 1932) — боливийский политический деятель, временно исполнял обязанности президента Боливии с сентября 1925 по январь 1926 года.
Родился в городе Ла-Пас. Профессор университета и учёный, выступал за преподавание испанского языка для коренных жителей страны. Впоследствии стал сенатором и председателем Сената.
Когда президент Баутиста Сааведра (1921—1925) решил продлить срок своего пребывания на посту главы государства, отменив выборы 1925 года, массовые протесты заставили его покинуть пост. Сааведра пошел на такой шаг, осознавая, что Конгресс, которым управляла его Социалистическая республиканская партия, назначит временным президентом человека, который будет послушно выполнять его указания. Конгресс в свою очередь выбрал на эту роль председателя Сената, Фелипе Сегундо Гусмана, который принес присягу 3 сентября 1925. Перед ним была поставлена задача по организации в течение года новых президентских выборов. Он выполнил задание, а на выборах победил Эрнандо Силес Рейес, который заменил Гусмана на посту президента 10 января 1926.
Фелипе Сегундо Гусман умер в Ла-Пасе 16 июня 1932, в возрасте 53 лет.